# Chữ Hán phồn thể
Chữ Hán phồn thể (繁體漢字 - Phồn thể Hán tự) hay chữ Hán chính thể (正體漢字 - Chính thể Hán tự) là bộ chữ Hán tiêu chuẩn đầu tiên của tiếng Trung. Dạng chữ viết phồn thể hiện nay đã xuất hiện lần đầu cùng với các văn bản ghi chép thời nhà Hán và ổn định từ thế kỷ 5 trong thời Nam Bắc triều. Thuật ngữ phồn thể hoặc chính thể được sử dụng để phân biệt với chữ Hán giản thể, một hệ thống chữ Hán được giản lược nét hoặc điều chỉnh bộ do chính phủ Cộng hòa Nhân dân Trung Hoa quy định áp dụng từ năm 1949.
Chữ Hán phồn thể hiện vẫn được sử dụng chính thức tại Trung Hoa Dân Quốc (Đài Loan), Hồng Kông và Ma Cao và các cộng đồng Hoa kiều hải ngoại ngoài Đông Nam Á. Chữ Hán giản thể chủ yếu được sử dụng ở Trung Quốc đại lục, Singapore và Malaysia trong các ấn bản chính thức. Việc sử dụng chữ chính thể hay giản thể vẫn là một vấn đề tranh cãi kéo dài trong cộng đồng người Hoa. Người Đài Loan và Hồng Kông cho rằng, chữ giản thể của chính phủ Trung Quốc đại lục làm mất đi ý nghĩa đích thực của chữ Hán.
Hiện nay, nhiều tờ báo trực tuyến Trung Quốc ở nước ngoài cho phép người dùng chuyển đổi giữa cả hai thể.